# El mètode Grönholm
El mètode Grönholm és una obra de teatre de 2003 en un sol acte escrita originalment en català pel dramaturg Jordi Galceran. L'èxit de l'obra va permetre la seva difusió internacional, arribant-se a interpretar fins a 60 països diferents. S'han fet vàries adaptacions, tant en el món de l'escenari com a la televisió.

## Argument
L’empresa sueca Dekia, de gran prestigi internacional, ha de contractar una persona que s’incorpori immediatament al seu equip de treball per ocupar un càrrec de responsabilitat. Les condicions laborals i retributives que s’ofereixen són molt interessants, fet que incrementa el nombre d’aspirants a aconseguir aquesta feina. Mitjançant un sistema poc convencional de selecció de personal, l’empresa espera cobrir aviat la plaça.
L’inici de l’obra ens situa en una sala on apareixen, progressivament, quatre persones que han estat seleccionades per fer una entrevista conjunta amb un representant de l’empresa. Ben aviat observem que el mètode que se segueix és poc habitual. El temps passa, els candidats es troben sols i ningú no es presenta per explicar com es desenvoluparà el procés selectiu. Finalment, els aspirants s’adonen que estan reunits en una sala aïllada de l’exterior i que no poden sortir.
Aviat comencen a ser conscients que l’objectiu de la reunió és veure com s’aclimata cadascun d’ells davant de situacions adverses i valorar la capacitat que tenen per resoldre els conflictes que es generen dins del grup. Per tant, els quatre pressuposen que algú, des de fora de la sala, els observa per determinar quina és la persona adequada per ocupar aquesta plaça.
Mentrestant, els candidats han de superar unes proves poc habituals que consisteixen a manifestar les seves opinions sobre les situacions que algú des de fora planteja i que arriben a la sala a través d’un complex sistema de comunicació. A partir d’aquest moment, cada aspirant ha de mostrar les seves habilitats i mancances, el seu rebuig o solidaritat cap als companys, la seva voluntat d’ajudar o de desqualificar els altres candidats, fins que un a un es vagin retirant i en quedi l’últim, que serà qui obtindrà la feina.
Les proves, des d’un punt de vista emocional, són cada cop més dures i alguns personatges pateixen perquè, com si estiguessin induïts a formar part d’un psicodrama, han d’explicar experiències íntimes; això provoca que els altres personatges, que han d’opinar sobre aquestes experiències, es decantin directament per aplicar el joc brut i la crueltat per aconseguir el seu objectiu. Per tant, la reunió, enmig de fortes pressions, es convertirà en el mirall on els personatges reflectiran la seva humanitat o insensibilitat i la seva empatia o intolerància.
En conclusió, l'obra presenta una dura crítica a l'agressivitat imperant en el món laboral, al sistema neoliberal i a com aquest pot convertir els éssers humans en simples peces d’un engranatge, on el que importa no és qui ets, sinó què pots oferir.

## Representacions destacades
- Teatre Nacional de Catalunya, maig de 2003. Estrena.[3] L'obra passaria després al Teatre Poliorama de Barcelona.
  - Direcció: Sergi Belbel
  - Intèrprets: Jordi Díaz, Lluís Soler, Roser Batalla i Jordi Boixaderas.

- Teatro Marquina, Madrid, 2004. En castellà es va estrenar el 13 d'agost de 2004.[4]
  - Direcció: Tamzin Townsend
  - Intèrprets: Carlos Hipólito, Jorge Roelas, Cristina Marcos (substituïda des de 2007 per María Pujalte) i Jorge Bosch (substituït per Eleazar Ortiz).

## Adaptacions
L’any 2005 en va ser feta una adaptació cinematogràfica sota la direcció de Marcelo Piñeyro amb el títol El mètode. Ara bé, tot i que la idea és reflectir com es desenvolupen les proves selectives de personal d’una empresa i els límits humans per assolir els objectius proposats, Jordi Galceran no es considera autor ni responsable d’aquesta versió, en la qual augmenta el nombre de protagonistes. Així doncs, malgrat la inevitable associació de la pel·lícula amb la seva obra, ell se’n desvincula a causa de les grans modificacions que va patir el guió original, passant d’un to còmic a un de dramàtic.
Així mateix, TV3 en va emetre una adaptació per a televisió l’any 2013, produïda per Televisió de Catalunya i Versatil Cinema, amb la col·laboració de Mediapro. Pel que fa al repartiment, cal destacar que es va repetir l’elenc original, format per Roser Batalla, Jordi Boixaderas, Jordi Díaz i Lluís Soler, que ja havia estrenat l’obra al Teatre Nacional de Catalunya l’any 2003.